# پژواک (مجموعه تلویزیونی)
پژواک نام یک مجموعه تلویزیونی ایرانی به نویسندگی «محمود استادمحمد» و کارگردانی «جمشید شاه‌محمدی» است که در سال ۱۳۵۱ از تلویزیون ملی ایران پخش شد.

## خلاصه داستان
این مجموعهٔ تلویزیونی، درباره زندگی مشترک چند دانشجوست که در یک آپارتمان با یکدیگر زندگی می‌کنند. داستان‌های این مجموعه تلویزیونی مستقل از یکدیگر است و هربار به ماجراها و روابط اجتماعی یکی از آنها مربوط می‌شود. شخصیت‌های اصلی مجموعه تلویزیونی، حضوری دائمی در آن دارند و در برخی قسمت‌ها، هر چهار دانشجو درگیر اتفاقات و مسائلی هستند؛ از جمله در بخش مربوط به «اعتیاد» که این ۴ نفر، مرد معتادی را به منزل خود می‌آورند تا به او کمک کنند و در این راه، به شناختی تازه از دنیای تلخ اعتیاد می‌رسند...

## بازیگران
- خسرو دستگیر[۲]
- معصومه تقی‌پور
- مسعود توحیدی
- مهری نصیری
- رامین فرزاد
- افشین شهیدی
- اسدالله منجزی
- حسین عطار
- توران شاه‌مرادی
- پوران شاه‌مرادی
- فرهاد توفیقی
- هوشنگ ترابی (بازی در ۳ قسمت)[۳]
- فرزانه تائیدی (بازیگر مهمان)
- علی شاه‌یلانی (بازیگر مهمان)